# Spanske Imperium
Det spanske koloniimperium var det første virkeligt globale imperium. Det var også et af de største imperier i verdenshistorien. I løbet af det 16. århundrede var Spanien og Portugal ledende i den europæiske udforskning og koloniale ekspansion og åbnede handelsruter over oceanerne. Handelen blomstrede over Atlanterhavet mellem Spanien og Amerika og over Stillehavet mellem Østasien og Mexico via Filippinerne. Conquistadorene, spanske opdagelsesrejsende, fældede relativt let aztekere og inka-civilisationerne og inddrog store landområder i Nord og Sydamerika. En stund dominerede det spanske imperium verdenshavene med sin erfarne marine og herskede over de europæiske slagmarker med sit frygtede og veltrænede infanteri, den berømte Tercio (en). Spanien oplevede en kulturel guldalder i de 16. og 17. århundreder.
De spanske koloniimperium voksede for alvor frem efter opdagelsen af Amerika. Hurtigt lagde Spanien beslag på store dele af det amerikanske kontinent og øer i det caribiske hav.
Fra midten af 1500-tallet finansierede sølv og guld fra de amerikanske miner de militære styrker i det Habsburgske Spanien i dettes talrige krige i Europa og Nordafrika. Mellem indlemmelsen af det portugisiske koloniimperium i 1580 (mistet i 1640) og tabet af de amerikanske kolonier i 1800-tallet, var det spanske imperium det største i verden omend kun med skiftende militær og økonomisk fremgang efter 1640. Efter konfrontationen med vanskelighederne med at opbygge sit imperium formulerede spanske tænkere, så som Francisco Suárez de første moderne tanker om naturret, suverænitet, international ret, krig og økonomi, og de satte tilmed spørgsmålstegn ved legitimiteten af imperialismen. Disse overvejelser benævnes ofte Salamanca-skolen.
Vedvarende modsætninger med rivaliserende magter forårsagede territoriale, kommercielle og religiøse konflikter, som bidrog til den langsomme men sikre tilbagegang for det spanske imperium fra midten af 1600-tallet. I Middelhavet førte Spanien konstant krig mod Det Osmanniske Rige, og på det europæiske fastland blev Frankrig lige så stærke. På Atlanterhavet konkurrerede Spanien i begyndelsen med Portugal og senere tillige med både England og Nederlandene. Desuden gjorde engelsk, fransk og nederlandsk støttet kaper- og piratvirksomhed, voksende korruption og økonomisk stagnation efter alle de dyre militære felttog, at imperiet svækkedes yderligere.
Spaniens imperium i Europa blev endegyldigt opløst ved freden i Utrecht 1713, ved hvilken Spanien mistede sine tilbageværende territorier i Italien og Nederlandene. Efter dette gik det bedre for Spanien, men landet fortsatte med at være en svækket magt i det kontinentale Europas politik.
Spanien beholdt og udvidede dog sine ikke-europæiske besiddelser frem til 1800-tallet, da krigen i Spanien udløste selvstændighederklæringer i Quito (1809), Venezuela og Paraguay (1811) og efterfølgende revolutioner, som gjorde, at Spanien mistede store områder på det amerikanske fastland. Spanien beholdt dog vigtige kolonier i Caribien (Cuba og Puerto Rico), Asien (Filippinerne) og Oceanien (Guam, Mikronesien, Palau og det nordlige Marianerne) frem til den spansk-amerikanske krig i 1898. Spaniens deltagelse i kapløbet om Afrika var minimal: Spansk Marokko blev fastholdt til 1956, og Spansk Guinea og Spansk Sahara til 1968 henholdsvis 1975.